# Dolichopoda bormansi
Dolichopoda bormansi är en insektsart som beskrevs av Brunner von Wattenwyl 1882. Dolichopoda bormansi ingår i släktet Dolichopoda och familjen grottvårtbitare. Inga underarter finns listade i Catalogue of Life.